# Laurisa Landre
Laurisa Landre (* 27. Oktober 1985 in Pointe-à-Pitre, Guadeloupe) ist eine ehemalige französische Handballspielerin, die dem Kader der französischen Nationalmannschaft angehörte.

## Karriere
Laurisa Landre spielte ab dem Jahre 2003 beim französischen Verein CJF Fleury Loiret Handball. Mit Fleury erreichte sie in der Saison 2011/12 das Halbfinale des EHF Challenge Cups. Anschließend wechselte die Kreisspielerin zu Le Havre AC Handball. Nachdem der Verein 2015 in finanzielle Schwierigkeiten geraten war, wechselte sie zum rumänischen Erstligisten SCM Craiova. 2017 verlor sie mit Craiova das rumänische Pokalfinale. In der Saison 2017/18 lief Landre für den französischen Erstligisten Metz Handball auf, in der sie die französische Meisterschaft gewann. Im Sommer 2018 wechselte sie zu Toulon Saint-Cyr Var Handball. Dort beendete sie im Sommer 2020 ihre Karriere.
Ihr Länderspieldebüt für die französische Nationalmannschaft gab sie am 11. Juni 2014 in Šaľa gegen die Slowakei. Landre nahm mit Frankreich an der Weltmeisterschaft 2015 teil. Bei den Olympischen Spielen 2016 in Rio de Janeiro gewann sie die Silbermedaille. Am Jahresende 2016 gewann sie bei der Europameisterschaft 2016 die Bronzemedaille. Ein Jahr später gewann Landre die Weltmeisterschaft in Deutschland.